# پادشاهی لمباردها

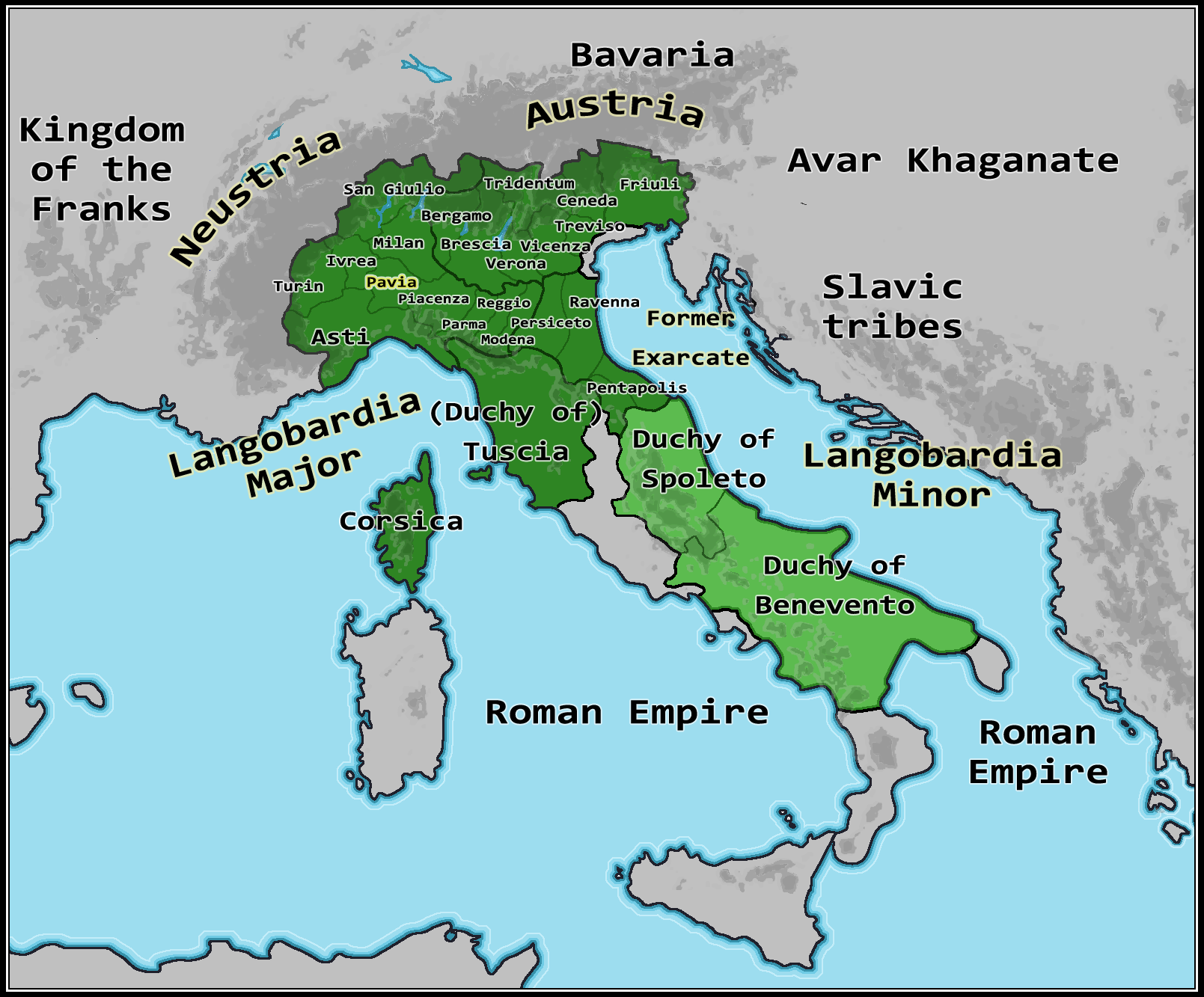
پادشاهی لمباردها در سال ۷۴۰، تحت رهبری پادشاه لیوتپراند.

پادشاهی لمباردها (لاتین: Regnum Langobardorum؛ ایتالیایی: Regno dei Longobardi؛. بعدها پادشاهی ایتالیا -لاتین، Regnum totius Italiae) یک ایالت قرون وسطایی اولیه بود که توسط لمباردها، از ژرمن‌ها ، در شبه جزیره ایتالیا در اواخر قرن ششم تأسیس شد. پادشاه به طور سنتی توسط اشراف عالی‌رتبه، دوک ها، انتخاب می شد، تلاشهای متعددی برای ایجاد یک سلسله موروثی با شکست مواجه شد. این پادشاهی به چندین دوک‌نشین‌ تقسیم می‌شد که توسط دوک‌های نیمه خودمختار اداره می‌شدند. دوک‌نشین‌ها به نوبه خود بین مأموران عالیرتبه ( گاستالدها) تقسیم می‌شدند. پایتخت این پادشاهی و مرکز حیات سیاسی آن پاویا در منطقه‌ای بود که امروزه در شمال ایتالیای مدرن لمباردی خوانده می‌شود.
تهاجم لمباردها به ایتالیا با مخالفت امپراتوری بیزانس روبرو شد که کنترل بیشتر شبه جزیره را تا اواسط قرن هشتم حفظ کرد. در بیشتر تاریخ پادشاهی، مناطق اگزارچات راونا و دوک‌نشین رم تحت حاکمیت بیزانس، دوک‌نشین‌های لمبارد شمالی را که مجموعاً به نام لانگوباردیای کبیر شناخته می‌شدند، از دو دوک‌نشین بزرگ جنوبی اسپولتو و بنونتو که لانگوباردیا صغیر را تشکیل می‌دادند جدا کردند.به دلیل این تقسیم، دوک‌نشین‌های جنوبی به‌طور قابل ملاحظه‌ای خودمختارتر از دوک‌نشین‌های شمالی کوچکتر بودند.

## تاریخچه

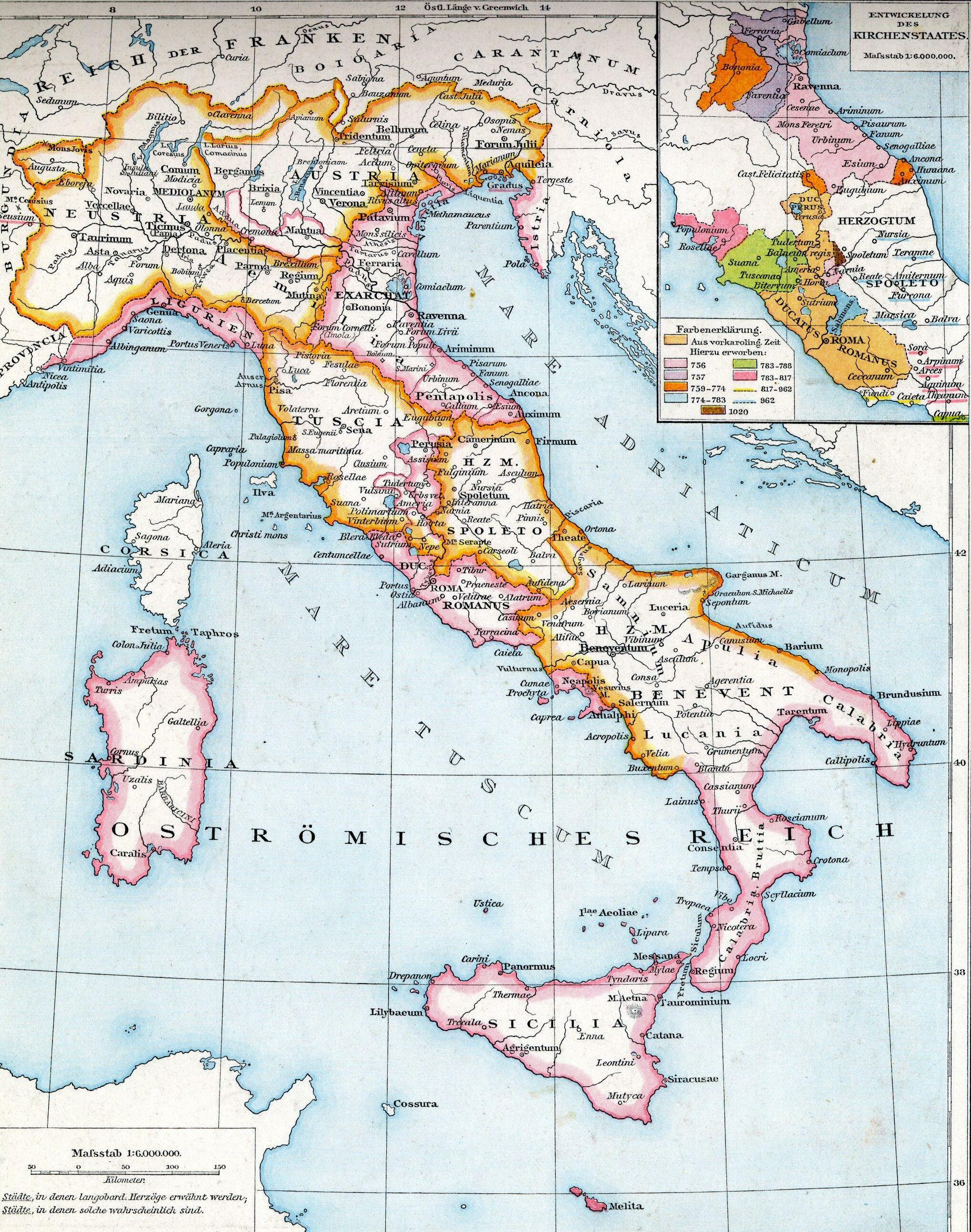
تصرفات لمباردها در ایتالیا: پادشاهی لمبارد (نوستریا، اتریش و توشیا) و دوک‌نشین‌های لمبارد اسپولتو و بنونتو

### تأسیس پادشاهی
در قرن ششم، امپراتور بیزانس، ژوستینین یکم تلاش کرد تا قدرت امپراتوری را در قلمروهای امپراتوری روم غربی بازگرداند. در نتیجه جنگ گوت‌ها (۵۳۵–۵۵۴) که علیه پادشاهی استروگوت‌ها به راه افتاد، امیدهای بیزانس برای یک پیروزی زودرس و آسان به یک جنگ فرسایشی طولانی تبدیل شد که منجر به جابجایی و پراکندگی گسترده جمعیت و تخریب اموال شد.
مشکلات بیشتر در زمستان آتش‌فشانی ۵۳۶ میلادی تشدید شد و باعث قحطی گسترده (۵۳۸–۵۴۲) و یک بیماری همه گیر طاعون ویرانگر (۵۴۱–۵۴۲) شد. اگرچه امپراتوری بیزانس در نهایت پیروز شد، اما ثابت شد که این یک پیروزی شکست‌آمیزبود، زیرا همه این عوامل باعث شد که جمعیت شبه جزیره ایتالیا سقوط کند و سرزمین‌های فتح شده به شدت کم جمعیت و فقیر شود.

### کلف و حکومت دوک‌ها
در سال ۵۷۲، سی و پنج دوک در پاویا گرد هم آمدند تا از پادشاه کلف استقبال کنند. پادشاه جدید مرزهای پادشاهی را گسترش داد و فتح توشیا را تکمیل کرد و راونا را محاصره کرد. کلف سعی کرد سیاست آلبوین را به طور مداوم دنبال کند، که هدف آن شکستن نهادهای قانونی-اداری بود که در دوران استروگوت‌ها و حکومت بیزانس ایجاد شده بود. او با از بین بردن بسیاری از اشراف لاتین، از طریق اشغال زمین‌های آنها و به دست آوردن دارایی‌های آنها، به این مهم دست یافت. با این‌حال، او نیز در سال ۵۷۴ قربانی شد و توسط مردی از اطرافیانش که احتمالاً با بیزانسی‌ها تبانی کرده بود، کشته شد.
پس از ترور کلف، پادشاه دیگری منصوب نشد و برای یک دهه دوک‌ها به عنوان پادشاهان مطلق در دوک‌نشین‌های خود حکومت کردند. در این مرحله، دوک‌ها صرفاً سران فاراها (خانواده‌های) مختلف مردم لومبارد بودند. آنها هنوز ارتباط چندانی با شهرها نداشتند، و صرفاً مستقل عمل می‌کردند، از طرفی تحت فشار رزمندگانی بودند، که اسماً تحت افرمان آنها بودند، تا به آنها اجازه غارت بدهند.
وضعیت ناپایدار که در طول زمان تداوم یافت، منجر به فروپاشی نهایی ساختار سیاسی-اداری رومی-ایتالیایی شد که تقریباً تا زمان تهاجم برقرار ماند، به طوری که همان اشراف رومی-ایتالیایی مسئولیت اداره مدنی را حفظ کرده بود (همان‌طور که به عنوان نمونه اشاره شد توسط امثال کاسیودوروس).

### استقرار نهایی: اوداری،آگیلولفوتئودلیندا
پس از ده سال حکام جدا از هم، نیاز به یک سلطنت متمرکز قوی، حتی برای مستقل‌ترین دوک‌ها نیز، واضح شد.فرانک‌ها و بیزانسی‌ها فشار آوردند و لمباردها دیگر نمی‌توانستند ساختار قدرتی آنچنان روان داشته باشند که فقط برای هجوم در جستجوی غارت مفید بود. در سال ۵۸۴ دوک‌ها موافقت کردند که پسر پادشاه کلف، اوداری را تاجگذاری کنند و نیمی از دارایی خود را به این پادشاه جدید تحویل دادند (و سپس احتمالاً حتی با سرکوب جدید رومی‌های باقیمانده و تصاحب دارایی‌های آنها).
اوداری سپس توانست لمباردها را مجدداً سازماندهی کند و استقرار آنها را در ایتالیا تثبیت کند. او، مانند پادشاهان استروگوت، عنوان فلاویو را به خود داد، که با آن قصد داشت خود را حامی تمام رومیان در قلمرو لمبارد نیز معرفی کند.این یک فراخوان آشکار، ضد بیزانسی، به میراث امپراتوری روم غربی بود.
اوداری بیزانسی‌ها و همچنین فرانک‌ها را شکست نظامی داد و از ائتلاف با آنها خارج شد. این در واقع مأموریتی بود که دوک‌ها در زمان انتخابش به او سپرده بودند.در سال ۵۸۵ او فرانک‌ها را به پیه‌مونته مدرن راند و بیزانسی‌ها را بدان سمت راند که برای اولین بار از زمان ورود لمباردها به ایتالیا، درخواست آتش‌بس کنند. او نهایتاً آخرین سنگر بیزانس، ایزولا کوماسینا در دریاچه کومو، در شمال ایتالیا، را اشغال کرد.
اوداری در سال ۵۹۰ درگذشت، احتمالاً به دلیل مسمومیت در یک طرح و طبق افسانه ای که توسط پل شماس ثبت شده‌است.